# 高德 (传教士)

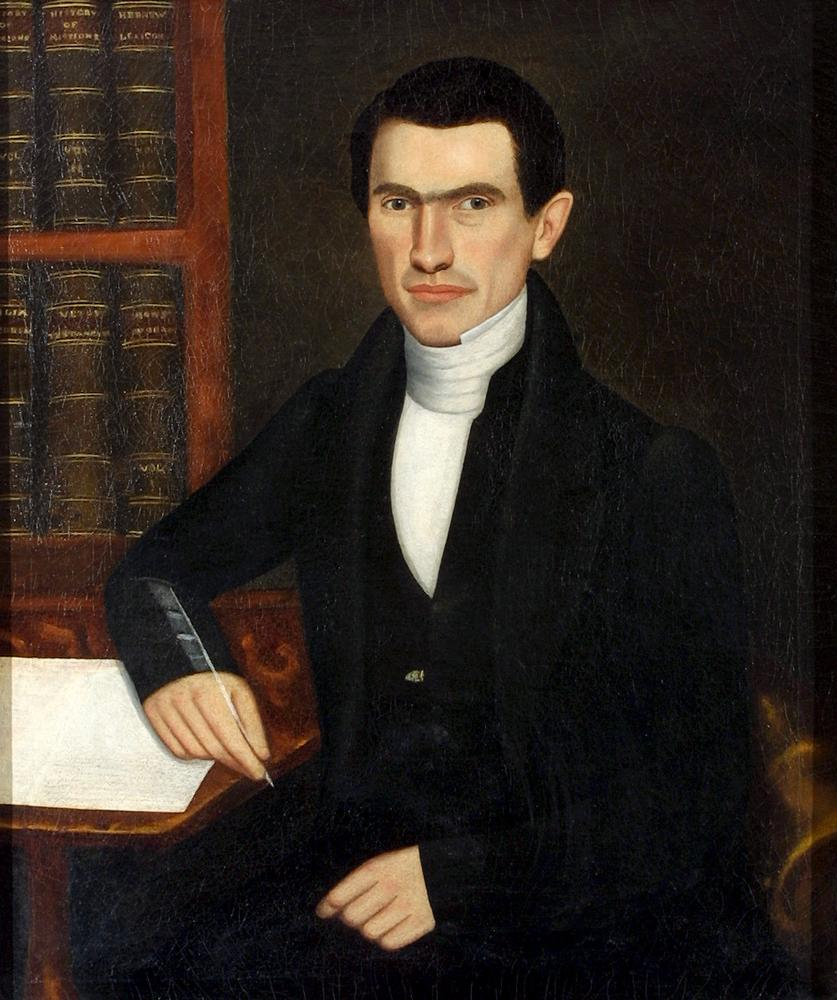
高德传教士 1838年的画像

高德（Josiah Goddard，1813年10月27日—1854年11月28日），美北浸礼会来华传教士。
出生于马萨诸塞州温戴尔。1831年成为美北浸礼会教友。1835年毕业于布朗大学。1838年完成牛顿神学院的培训课程，1839年成为一名牧师，年底被美北浸礼会派遣，前往新加坡向华侨传教，1840年抵达新加坡，成为当地第一位华人教会的本堂牧师。1848年同家人经上海前往宁波传教。1854年11月28日在宁波逝世。高德从事中文圣经翻译工作，于1853年出版了新约，被称为高德译本。

## 著作
中文
- 《圣经旧遗诏·创世传》1849年 上海
- 《圣经旧遗诏·创世传》1850 宁波
- 《课幼百问》1850 宁波
- 《圣经新遗诏·马太福音传》 1851 宁波
- 《圣经新遗诏·约翰福音传》1852 上海
- 《圣经新遗诏全书》1853 宁波
- 《圣经旧遗诏·创世纪出埃及记》1860 宁波
- 《圣经旧遗诏·喻利未记》1861 宁波

英文
- A Chinese and English Dictionary in Tie chiu Dialect 《汉英潮州方言字典》1847 曼谷